# Bad Waldsee
Bad Waldsee is een plaats in de Duitse deelstaat Baden-Württemberg, gelegen in de Landkreis Ravensburg. De stad telt 20.103 inwoners. Naburige steden zijn onder andere Bad Wurzach, Ravensburg en Weingarten.
In de gemeente ligt het gesloten spoorwegstation Durlesbach.

## Geboren
- Josef Bühler (1904-1948), Duits oorlogsmisdadiger

## Zusterstad
- Bâgé-la-Ville

Achberg ·
Aichstetten ·
Aitrach ·
Altshausen ·
Amtzell ·
Argenbühl ·
Aulendorf ·
Bad Waldsee ·
Bad Wurzach ·
Baienfurt ·
Baindt ·
Berg ·
Bergatreute ·
Bodnegg ·
Boms ·
Ebenweiler ·
Ebersbach-Musbach ·
Eichstegen ·
Fleischwangen ·
Fronreute ·
Grünkraut ·
Guggenhausen ·
Horgenzell ·
Hoßkirch ·
Isny im Allgäu ·
Kißlegg ·
Königseggwald ·
Leutkirch im Allgäu ·
Ravensburg ·
Riedhausen ·
Schlier ·
Unterwaldhausen ·
Vogt ·
Waldburg ·
Wangen im Allgäu ·
Weingarten ·
Wilhelmsdorf ·
Wolfegg ·
Wolpertswende